# Crossopetalum tonduzii
Crossopetalum tonduzii là một loài thực vật có hoa trong họ Dây gối. Loài này được (Loes.) Lundell mô tả khoa học đầu tiên năm 1961.